# Sebastián Boselli
Juan Sebastián Boselli Graf (Montevideo, 4 dicembre 2003) è un calciatore uruguaiano, difensore dell'Estudiantes (LP) in prestito dal River Plate.

## Biografia
Boselli è nato il 4 dicembre 2003 a Montevideo da Pablo Boselli ed Erika Graf. Molti dei suoi parenti sono atleti professionisti; Pablo è un ex giocatore di padel che ha capitanato la squadra nazionale di padel uruguaiana al campionato mondiale del 2008. Attualmente lavora come agente di calcio. Erika è una nuotatrice professionista che ha gareggiato alle Olimpiadi estive del 1996. Anche i suoi fratelli maggiori, Juan Martín e Juan Manuel, sono calciatori professionisti.
Boselli ha origini italiane dal lato paterno ed è in possesso del passaporto italiano, mentre dal lato materno ha origini tedesche.

## Carriera

### Club
Ha iniziato a giocare a calcio con il Defensor Sporting. Ha fatto il suo debutto fra i professionisti il 22 settembre 2022, in una vittoria per 1-0 contro il Racing Montevideo in Copa Uruguay.

### Nazionale
Nel gennaio del 2023 viene incluso da Marcelo Broli nella rosa della nazionale Under-20 uruguaiana partecipante al campionato sudamericano di categoria in Colombia, arrivando in finale e perdendo contro il Brasile.
L'8 maggio 2023 viene convocato per il Mondiale di categoria in Argentina.
Il 2 giugno 2023 viene convocato per la prima volta in nazionale maggiore.

## Statistiche

### Presenze e reti nei club
Statistiche aggiornate al 14 agosto 2025.
| Stagione                 | Squadra                  | Campionato               | Campionato | Campionato | Coppe nazionali | Coppe nazionali | Coppe nazionali | Coppe continentali | Coppe continentali | Coppe continentali | Altre coppe | Altre coppe | Altre coppe | Totale | Totale | Totale |
| Stagione                 | Squadra                  | Comp                     | Pres       | Reti       | Comp            | Pres            | Reti            | Comp               | Pres               | Reti               | Comp        | Pres        | Reti        | Pres   | Reti   |        |
| ------------------------ | ------------------------ | ------------------------ | ---------- | ---------- | --------------- | --------------- | --------------- | ------------------ | ------------------ | ------------------ | ----------- | ----------- | ----------- | ------ | ------ | ------ |
| 2022                     | Defensor Sporting        | PD                       | 1          | 0          | CU              | 4               | 0               | -                  | -                  | -                  | -           | -           | -           | 5      | 0      |        |
| gen.-ago. 2023           | Defensor Sporting        | PD                       | 15         | 0          | CU              | 0               | 0               | CS                 | 1                  | 0                  | -           | -           | -           | 16     | 0      |        |
| Totale Defensor Sporting | Totale Defensor Sporting | Totale Defensor Sporting | 16         | 0          |                 | 4               | 0               |                    | 1                  | 0                  |             | -           | -           | 21     | 0      |        |
| ago.-dic. 2023           | River Plate              | PD                       | -          | -          | CA+CdL          | 0+1             | 0               | CL                 | -                  | -                  | TdC         | 1           | 0           | 2      | 0      |        |
| gen.-ago. 2024           | River Plate              | PD                       | 3          | 0          | CA+CdL          | 0+5             | 0               | CL                 | 3                  | 1                  | SA          | 1           | 0           | 12     | 1      |        |
| ago.-dic. 2024           | Estudiantes (LP)         | PD                       | 9          | 1          | CA+CdL          | 0               | 0               | CL                 | 0                  | 0                  | TdC         | 1           | 0           | 10     | 1      |        |
| gen.-giu. 2025           | Estudiantes (LP)         | PD                       | 13+1       | 0          | CA              | 1               | 0               | CL                 | 2                  | 0                  | -           | -           | -           | 17     | 0      |        |
| Totale Estudiantes (LP)  | Totale Estudiantes (LP)  | Totale Estudiantes (LP)  | 22+1       | 1+0        |                 | 1               | 0               |                    | 2                  | 0                  |             | 1           | 0           | 27     | 1      |        |
| giu.-dic. 2025           | River Plate              | PD                       | 1          | 0          | CA              | 0               | 0               | CL                 | 1                  | 0                  | -           | -           | -           | 2      | 0      |        |
| Totale River Plate       | Totale River Plate       | Totale River Plate       | 4          | 0          |                 | 6               | 0               |                    | 4                  | 1                  |             | 2           | 0           | 16     | 1      |        |
| Totale carriera          | Totale carriera          | Totale carriera          | 43         | 1          |                 | 11              | 0               |                    | 7                  | 1                  |             | 3           | 0           | 64     | 2      |        |

## Palmarès

### Club
- Copa Uruguay: 1

Defensor Sporting: 2022
- Trofeo de Campeones de la Liga Profesional: 2

River Plate: 2023
Estudiantes (LP): 2024
- Supercopa Argentina: 1

River Plate: 2023

### Nazionale
- Campionato mondiale Under-20: 1

Argentina 2023